# 태양은 움직이지 않는다
《태양은 움직이지 않는다》는 요시다 슈이치의 원작을 바탕으로 2021년 영화이다.

## 줄거리
전 세계를 배경으로 펼쳐지는 일급 첩보 요원들의 논스톱 스파이 액션!

## 캐스팅

### 주연
- 후지와라 타츠야 : 타키노 역
- 타케우치 료마 : 타오카 역
- 한효주 : 아야코 역
- 변요한 : 데이비드 킴 역

### 조연
- 이치하라 하야토 : 야마시타 류지 역
- 미나미 사라 : 키쿠치 시오리 역
- 휴가 와타루 : 타카노 카즈히코 역 (고등학생)
- 카토 세이시로 : 야나기 유지 역
- 요코타 에이지 : 지미 오하라 역
- 오키나 카에이 : 앤디 황 역
- 야기 아리사 : 오다 역
- 카츠노 히로시 : 코타베 교수 역
- 미야자키 요시코 : 카와카미 아사코 역
- 츠루미 신고 : 카와카미 만타로 역
- 사토 코이치 : 카자마 타케시 역